# Municipio de Pleasant Valley (condado de Cowley)
El municipio de Pleasant Valley (en inglés: Pleasant Valley Township) es un municipio ubicado en el condado de Cowley en el estado estadounidense de Kansas. En el año 2010 tenía una población de 885 habitantes y una densidad poblacional de 7,58 personas por km².

## Geografía
El municipio de Pleasant Valley se encuentra ubicado en las coordenadas 37°9′57″N 96°59′3″O / 37.16583, -96.98417. Según la Oficina del Censo de los Estados Unidos, el municipio tiene una superficie total de 116.77 km², de la cual 116,73 km² corresponden a tierra firme y (0,04 %) 0,04 km² es agua.

## Demografía
Según el censo de 2010, había 885 personas residiendo en el municipio de Pleasant Valley. La densidad de población era de 7,58 hab./km². De los 885 habitantes, el municipio de Pleasant Valley estaba compuesto por el 94,58 % blancos, el 0,68 % eran afroamericanos, el 1,47 % eran amerindios, el 0,56 % eran asiáticos, el 1,02 % eran de otras razas y el 1,69 % eran de una mezcla de razas. Del total de la población el 2,15 % eran hispanos o latinos de cualquier raza.